# Wyfordby
Wyfordby – wieś w Anglii, w Leicestershire. Leży 3,6 km od miasta Melton Mowbray, 25,3 km od miasta Leicester i 147,8 km od Londynu. W latach 1870–1872 miejscowość liczyła 144 mieszkańców. Wyfordby jest wspomniana w Domesday Book (1086) jako Werdebi/Wivordebie/Wordebi.